# کرنگتسه (استان لوبلین)
کرنگتسه (به لهستانی:  Krynice) یک روستا در لهستان است که در گمینا کرنگتسه واقع شده‌است.